# Château de Luco
Le château de Luco  s'élève dans la vieille ville d'Acquasanta Terme, province d'Ascoli Piceno dans les Marches,.

## Description
Dressé au sommet d'un éperon rocheux en travertin, cette position stratégique privilégiée rend le château isolé sur la colline qui l'héberge, propice à l'exploitation de la défendabilité naturelle du lieu.
Situé près du village de Paggese, il domine l'ancienne Via Salaria qui longe le cours de la rivière Tronto.
La forteresse conserve intact son aspect médiéval, particulièrement original en raison de sa forme elliptique inhabituelle. Le site a été touché par les tremblements de terre survenus dans le centre de l'Italie entre août 2016 et janvier 2017. En 2024, les travaux post-séisme ont été achevés, ce qui a permis sa réouverture.

## Histoire

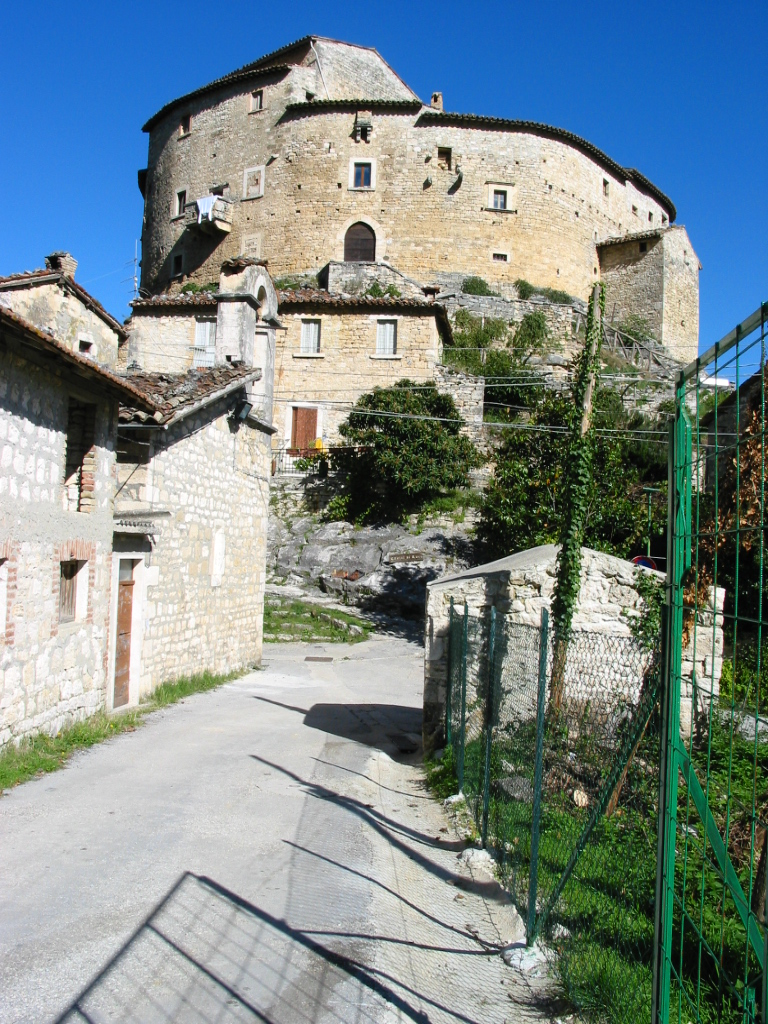
Le château vu d'en bas.

Les sources documentaires ne s'expriment pas sans équivoque sur les origines de la construction, l'hypothèse sur la naissance de Castel di Luco rapportée par Giuseppe Colucci, abbé et historien d'Ascoli Piceno en 1500, qui rapporte dans son texte Delle antitiche picene, décrit le site comme un lieu de culte italique-romain. Cet auteur croyait que dans la zone où se trouve aujourd'hui la forteresse, il y avait une forêt sacrée dans laquelle étaient célébrés des rites païens et que le château aurait été construit au centre de la forêt, sur la colline de travertin où se trouvaient probablement les autels des dieux locaux. Bernardo Carfagna affirme que le château pourrait avoir ses origines dans la réorganisation militaro-territoriale de l'Italie byzantine qui a conduit à la création de nouvelles garnisons, donnant lieu à une véritable réorganisation des communes romaines.
Avant la création de la commune d'Ascolano, Castel di Luco devait jouer, presque certainement, une sorte de rôle de tribunal. Il surmonte l'attaque de Charles Ier et des milices de Galeotto I Malatesta. Au XIIIe siècle, elle appartenait à la famille Sforza. De 1400 à 1800, elle appartenait à la famille Ciucci.
Pietro di Vanne Ciucci, seigneur de Luco, à la tête d'un groupe de montagnards partit le 10 août 1445 de la résidence fortifiée, pour libérer Ascoli Piceno du pouvoir de Rinaldo di Folignano, frère utérin de Francesco Sforza. Arrivé dans la ville, après avoir occupé le palais de Rinaldo, il proclama la souveraineté papale.
En 1562, le bandit d'Ascoli Parisani fit tuer Chiarino Montaroni, celui qui était censé défendre la garnison, dans ce château. Parisani a pris possession du corps et, avec l'aide de ses acolytes, l'a jeté dans la rivière Tronto.
Dans les années qui suivirent, le château se transforma d'une forteresse en une résidence noble de la famille Ciucci qui en fut propriétaire jusqu'en 1800, lorsque la dernière héritière, Maria, épousa Giuseppe Amici qui l'a transmis à ses descendants jusqu'à aujourd'hui. 
Actuellement, l'ancienne forteresse abrite un établissement d'hébergement.

### Toponymie
Le nom latin Castrum Lucum est composé du mot castrum qui signifie lieu fortifié et Lucum qui, selon l'historien Giuseppe Colucci, dérive le toponyme de lucus qui est le lieu de la lumière ou clairière dans la forêt que la lumière atteint.

### Architecture

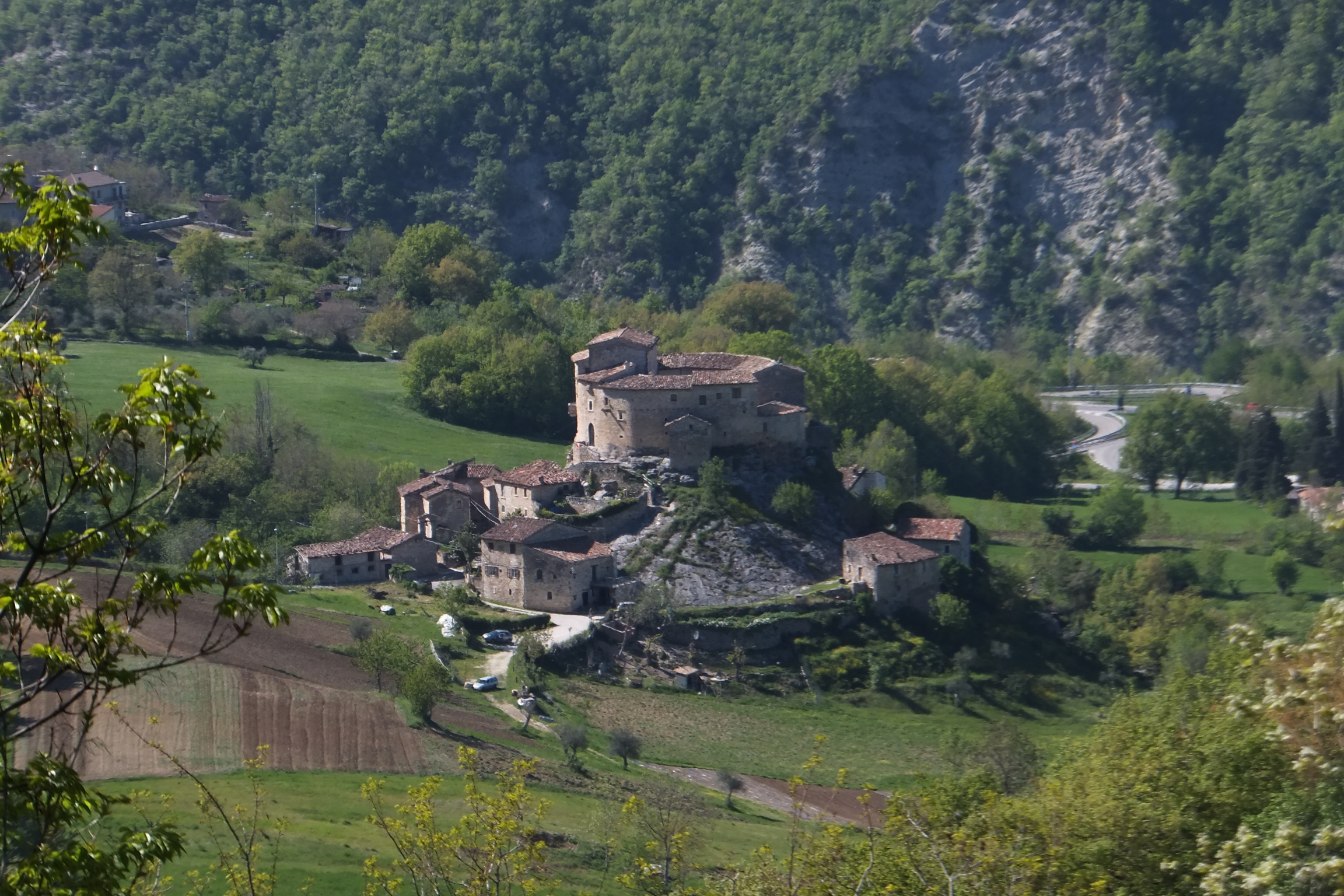
Vue d'ensemble du château.

La conception initiale de la fortification visait à ériger un château-enceinte qui serait à la fois la résidence du seigneur, de ses hommes armés et de sa famille ; et un refuge sûr pour les habitants du fief en cas de danger. Dans les époques ultérieures, l'émergence de nouveaux besoins en espaces de vie destinés à la vie quotidienne de la famille noble détermina les raisons de l'agrandissement du bâtiment et de l'épanouissement du petit village en contrebas qui se déploie de manière concentrique autour du palais, autour de l'éperon rocheux. Les murs d'enceinte, qui ferment la cour intérieure, suivent le bord de la falaise, développant une structure irrégulièrement circulaire et fermée. L'élément de guerre le plus évident est la tour équipée d'un mur en pente et de postes d'arquebuses. Celle-ci a été construite au XVIe siècle, lorsque la structure du château ne convenait plus comme élément défensif puisque la défense territoriale ne pouvait être confiée qu'à des fortifications bastionnées. La fortification avait probablement aussi une couronne de créneaux.
Autour de son périmètre se trouvaient de nombreux corbeaux saillants en travertin surplombant la maçonnerie qui, avec des balcons et des corbeaux en bois, permettaient d'espionner l'ennemi et de le combattre à l'abri. Au sud-est se trouve la petite tour de défense.